# Zale lucimargo
Zale lucimargo là một loài bướm đêm trong họ Erebidae.